# Roman Kustadintxev
Roman Kustadintxev (en rus Роман Кустадинчев) (Belorétxensk, krai de Krasnodar, 3 d'agost de 1995) és un ciclista rus, professional del 2014 al 2016.